# Artanavaz
L'Artanavaz (pron. fr. AFI: [aʁtanava]) è un torrente della valle del Gran San Bernardo, in Valle d'Aosta. È affluente del torrente Buthier e sub-affluente della Dora Baltea.

## Toponimo
Secondo la pronuncia del patois valdostano, il nome "Artanavaz" va pronunciato omettendo la "z" finale, quindi "Artanàva", come per molti altri toponimi e cognomi valdostani e delle regioni limitrofe (la Savoia, l'Alta Savoia e il Vallese).

## Percorso
Il torrente prende forma dal Piccolo ghiacciaio del Grand Golliat, percorre in tutta la sua lunghezza la valle del Gran San Bernardo e si getta nel torrente Buthier nei pressi di Gignod.
Lungo il suo corso l'Artanavaz è usato per produrre energia idroelettrica. In località Signayes si trova la centrale omonima che ne sfrutta le acque.